# Tàngara negre-i-groga
El tàngara negre-i-groga (Chrysothlypis chrysomelas) és un ocell de la família dels tràupid (Thraupidae).

## Hàbitat i distribució
Habita la selva pluvial a les terres altes del centre i est de Costa Rica, i Panamà.